# Sphecapatoclea zimini
Sphecapatoclea zimini är en tvåvingeart som beskrevs av Boris Borisovitsch Rohdendorf 1975. Sphecapatoclea zimini ingår i släktet Sphecapatoclea och familjen köttflugor.
Artens utbredningsområde är Turkmenistan. Inga underarter finns listade i Catalogue of Life.